# Frederick Crace Calvert
Frederick Crace Calvert, né le 14 novembre 1819 près de Londres et mort le 24 octobre 1873 à Manchester, est un chimiste anglais. Il est le fils d'Alfred Crace et le neveu du célèbre décorateur d'intérieur, Frederick Crace.

## Biographie
En 1835, il quitte Londres et vient en France où il étudie la chimie à Rouen avec Jean Girardin. Puis, il va à Paris et suit les cours de sciences naturelles du jardin des plantes, de la Sorbonne, du Collège de France et de l'école de médecine. À 21 ans, il dirige la fabrique de produits chimiques de Robiquet et Pelletier. En 1841, il devient assistant du cours de chimie appliquée de Michel-Eugène Chevreul. À son retour en Angleterre fin 1846, il s'installe à Manchester en tant que chimiste consultant et est nommé professeur honoraire de chimie à la Royal Manchester Institution puis professeur de chimie à l'école de médecine. Se consacrant presque entièrement à la chimie industrielle, il accorda une grande attention à la fabrication de produits à base de goudron de houille, et en particulier d'acide phénique (destiné au traitement des eaux usées brutes), pour la production duquel il créa de grandes usines à Manchester en 1865. En plus de contribuer largement aux revues scientifiques anglaises et françaises, il a publié un ouvrage sur la teinture et la calico-impression. Il meurt à Manchester des suites d'une maladie contractée à l'Exposition universelle de Vienne.
Une blue plaque de la Royal Society of Chemistry commémore son souvenir sur Princess Street à Manchester.

## Publications
- L'Acide phénique et ses propriétés, conférence de M. le Dr Crace Calvert à la Société d'encouragement pour l'industrie nationale, Paris, Impr. de Renou et Maulde, 1867
- Traité de la teinture des tissus et de l'impression du calicot : comprenant les derniers perfectionnements apportés dans la préparation et l'emploi des couleurs d'aniline  (préf. John Stenhouse et Charles Edward Groves), Paris, Eugène Lacroix, 1875, 531 p. (lire en ligne)
- (en) Dyeing and calico printing : including an account of the most recent improvements in the manufacture and use of aniline colours  (préf. John Stenhouse et Charles Edward Groves), Manchester, Palmer & Hove, 1876, 510 p. (lire en ligne)